# Petersianthus macrocarpus
Petersianthus macrocarpus là một loài thực vật có hoa trong họ Lecythidaceae. Loài này được (P.Beauv.) Liben miêu tả khoa học đầu tiên năm 1968.